# Madinat al-Hareer
Madinat al-Hareer (tiếng Ả Rập: مدينة الحرير, có nghĩa là "Thành phố Lụa"), là một khu đô thị quy hoạch rộng 250 km² ở Subiya, Kuwait, một khu vực ngay đối diện với Thành phố Kuwait mà khi hoàn thành sẽ có Burj Mubarak al-Kabir, cấu trúc cao nhất thế giới. Một khu bảo tồn sa mạc thiên nhiên rộng 2 km², một khu vực miễn thuế nằm bên một sân bay mới, cùng với một trung tâm kinh doanh lớn, các khu hội nghị, các khu môi trường, các khu thể dục thể thao tập trung vào truyền thông, y tế, giáo dục và công nghiệp. Thành phố Lụa cũng sẽ bao gồm nhiều điểm thu hút khách du lịch, các khách sạn, spa, các khu vườn công cộng. Đến thời điểm hiện tại, người ta chưa rõ phạm vi của dự án và nó đã được phê chuẩn hay chưa hay nó đã có được ngân quỹ cần thiết hay chưa. Tuy nhiên, ước tính dự án này sẽ mất 25 năm để hoàn thành với tổng mức đầu tư lên đến 25 tỷ dinar Kuwait (86,1 tỷ USD).  Khi hoàn thành, tòa tháp thuộc dự án này sẽ là tòa nhà cao nhất trên trái đất và cũng là tòa nhà thuộc bất cứ loại nào đạt độ cao hơn 1000 m.

## Thiết kế
Điểm hấp dẫn chính của Madinat al-Hareer, tháp Burj Mubarak al-Kabir sẽ cao 1001 m, cao gấp đôi chiều cao của tháp Taipei 101 (509m) và cao hơn đang kể kết cấu cao nhất thế giới, KVLY-TV mast ở Bắc Dakota, có chiều cao 629 m.
Tổ hợp thành phố cũng bao gồm một Sân vận động Olympic, nhà ở, khách sạn và các khu bán lẻ. Khoảng 700.000 người có thể sống ở đây. Tổ hợp này sẽ được xây bên kia Vịnh Kuwait và sẽ được kết nối với Thành phố Kuwait bằng một cây cầu dài 23,5 km. Cây cầunày sẽ làm giảm thời gian từ Thành phố Kuwait đến Madinat al-Hareer còn 17 phút so với cách thông thường 1,5 tiếng đồng hồ nếu đi vòng Vịnh Kuwait Bay. Hình ảnh thiết kế theo đề nghị được công bố ngày 30 tháng 3 năm 2006 here

## Xây dựng Tháp Mubarak al-Kabir
Hãng Eric Kuhne and Associates đóng trụ sở ở Vương quốc Liên hiệp Anh và Bắc Ireland đã kiến nghị xây dựng tòa nhà và hiện đang hội ý với chính phủ Kuwait. Người ta ước tính phải mất 25 năm để hoàn thành.
Các tòa nhà chọc trời thường không vượt quá 80 tầng do khoảng không gian mà thang máy chiếm mất. Tuy nhiên, Tháp Mubarak al-Kabir sẽ bao gồm một số lượng tầng nhiều hơn rất nhiều do đó đòi hỏi phải có các thang máy hai hoặc ba tầng.
Một thách thức nữa đối với chiều cao này là nó dễ bị gió gây hại. Để giải quyết vấn đề này, có thể lắp đặt một quả lắc (như một cái chống rung (tuned mass damper)) để đối trọng.

## Cảng Bubiyan
Madinat al-Hareer cũng được xây trên với một ước mơ xây một cảng lớn ở hòn đảo lớn nhất Kuwait, đảo Bubiyan. Cảng Bubiyan sẽ phục vụ các nước lơn ở Trung Đông và châu Á như Kuwait, Iraq, và Iran. Ngoài ra, cảng này cũng là một trong những cảng biển gần Trung Á nhất.